# Saint-Fortunat-sur-Eyrieux
Saint-Fortunat-sur-Eyrieux è un comune francese di 736 abitanti situato nel dipartimento dell'Ardèche della regione dell'Alvernia-Rodano-Alpi.

## Società

### Evoluzione demografica
Abitanti censiti